# Tschechischer Terrier
Der Tschechische Terrier (Český Teriér) ist eine von der FCI anerkannte tschechische Hunderasse (Nr. 246, Gr. 3, Sek. 2).

## Herkunft und Geschichtliches
1949 fing František Horák aus Klánovice (damals nahe, heute in Prag) an, Tschechische Terrier zu züchten. Dafür kreuzte er Sealyham Terrier und Scottish Terrier. Als Resultat war ein niederläufiger, leichter, gut pigmentierter und gut zu führender Jagdhund mit kurzem Haar und kleinen Hängeohren gewünscht. 1959 wurden diese Hunde unter dem Namen „Český Teriér“ (Tschechischer Terrier) zum ersten Mal ausgestellt. Schließlich erkannte die FCI diese Rasse 1963 an.

## Beschreibung
Der Tschechische Terrier ist ein kleiner, bemuskelter und gut gebauter Terrier, der bis zu 32 cm groß und 10 kg schwer werden kann.
Er besitzt langes Haar, das fein, aber fest und nicht zu üppig ist. Es ist leicht gewellt und glänzt seidig. Das Haar wird beim Tschechischen Terrier durch Scheren in Form gehalten. Da die vordere Kopfpartie nicht geschoren wird, entstehen dort Augenbrauen und ein Bart. Auch am Bauch, unter der Brust und an den Extremitäten bleibt das Haar ungeschoren.
Es gibt zwei Farbvarietäten des Tschechischen Terriers: Graublau und Milchkaffeebraun. Die graublauen Hunde kommen als schwarze Welpen zur Welt, die milchkaffeebraunen als schokoladenbraune. Manchmal besitzt ein Hund dieser Rasse gelbe, braune oder weiße Abzeichen.
Der Tschechische Terrier besitzt relativ hochangesetzte Ohren. Sie sind mittelgroß und überhängend, sodass sie die Ohrenöffnung verschließen.

## Wesen, Charakter
Diese Rasse ist leicht zu führen, sanft und ruhig. Sie leistet freudig und angenehm Gesellschaft und ist Fremden gegenüber etwas zurückhaltend.

## Verwendung
Ursprünglich war der Tschechische Terrier für die Jagd auf Dachs und Fuchs gedacht. Heutzutage verwendet man ihn allerdings hauptsächlich als Begleithund.